# Me and My Shadow
Me and My Shadow era um futuro filme de animação digital/tradicional dos gêneros fantasia e comédia americano produzido pela DreamWorks Animation e distribuído pela 20th Century Fox.
Dirigido por Alessandro Carloni a partir de um roteiro de Tom J. Astle e Matt Ember, e estrelado por Bill Hader, Josh Gad e Kate Hudson. Encontra-se em development hell.

## Produção
Em dezembro de 2010, a DreamWorks Animation anunciou um projeto intitulado Me and My Shadow, com lançamento previsto para março de 2013.  A trama envolveria Shadow Stan, que serve de sombra para Stanley Grubb, o humano mais chato do mundo. Querendo viver uma vida mais emocionante, ele escapa do "Mundo das Sombras" e assume o controle de Stanley. Com Mark Dindal escalado como diretor do filme (que também desenvolveu seu conceito e história), a obra pretendia combinar animação tradicional e CGI. Em janeiro de 2012, Bill Hader, Kate Hudson e Josh Gad se juntaram ao elenco. Além disso, Alessandro Carloni substituiu Dindal como diretor, com o roteiro sendo escrito pela dupla de roteiristas Tom J. Astle e Matt Ember, e a data de lançamento foi adiada para novembro de 2013. Posteriormente, sua data de lançamento foi adiada para 14 de março de 2014, com Mr. Peabody & Sherman substituindo a data de novembro de 2013. Em fevereiro de 2013, Me and My Shadow voltou ao desenvolvimento, com Mr. Peabody & Sherman substituindo a data de março de 2014. Em 2015, Edgar Wright assinou contrato para dirigir e coescrever um longa de animação para a DreamWorks, no qual a história foi descrita como uma "nova abordagem de um conceito previamente desenvolvido sobre sombras". Em entrevista ao Collider publicada em junho de 2017, Wright explicou que ele e David Walliams escreveram três rascunhos, mas o projeto está no limbo devido a mudanças de gestão na DreamWorks Animation.